# Fritz Waldner

Fritz Waldner

Fritz Waldner (geboren am 6. Oktober 1911 in Basel; gestorben am 4. April 1981 in Birsfelden; heimatberechtigt in Oberdorf BL) war ein Schweizer Politiker (SP). Er war von 1955 bis 1979 Nationalrat.

## Leben

### Herkunft, Ausbildung und Beruf
Waldner war der Sohn des Telefonarbeiters Friedrich Waldner und von Frieda Stingelin. Er machte eine kaufmännische Berufslehre und war danach in der Gemeindeverwaltung von Muttenz angestellt. 1947 wurde er Gemeindeverwalter von Birsfelden. Er war gewerkschaftlich aktiv und trat der SP bei.

### Politik
Waldner wurde 1946 in den Baselbieter Landrat gewählt, den er im Amtsjahr 1955/56 präsidierte. Er blieb bis 1975 Landrat. 1955 wurde er in den Nationalrat gewählt. 
Waldner setzte sich für Anliegen von Rentnern und Konsumenten ein. Er kämpfte für die Schaffung eines zivilen Ersatzdienstes für Militärdienstverweigerer. Zudem befürwortete er die uneingeschränkte Niederlassungsfreiheit für alle Schweizer Bürger. Dazu reichte er 1957 einen Vorstoss ein, der als «Lex Waldner» bekannt wurde.  Bei den Nationalratswahlen 1979 kandidierte er nicht mehr.
Waldner war Befürworter der Wiedervereinigung von Basel-Stadt und Basel-Landschaft. 1960 bis 1969 war er Mitglied des Verfassungsrats beider Basel. 1972 wurde er als Gemeindeverwalter pensioniert. 1979 wurde er in den neu geschaffenen Einwohnerrat von Birsfelden gewählt. Er wurde dessen erster Präsident.

### Privates
Waldner war ab 1937 verheiratet.